# Stiftung der Evangelischen Kirche in Deutschland zur Wahrnehmung gesamtkirchlicher Verantwortung in Wittenberg
Die Stiftung der Evangelischen Kirche in Deutschland zur Wahrnehmung gesamtkirchlicher Verantwortung in Wittenberg – evangelische Wittenbergstiftung ist eine gemeinnützige Stiftung der Evangelischen Kirche in Deutschland (EKD) mit Sitz in der Lutherstadt Wittenberg.

## Geschichte und Zweck
Mit Beschluss des Kirchengesetzes zur Errichtung der Stiftung zur Wahrnehmung gesamtkirchlicher Aufgaben in Wittenberg auf der 7. Tagung der 10. Synode der Evangelischen Kirche in Deutschland nahm die Stiftung am 1. Januar 2009 die Arbeit auf. Die Stiftung wurde gegründet, um in der Lutherstadt Wittenberg als Ursprungsort der Reformation das reformatorische Anliegen Martin Luthers aufzunehmen und mit Leben zu füllen. Dazu soll die Stiftung Besucher und Gäste der Lutherstadt über die Geschichte und Bedeutung der Lutherstadt für die Reformation aufklären und informieren. Der Zweck der Stiftung liegt insbesondere in der Errichtung des Zentrums für Gottesdienst und Predigtkultur (seit 2009), der verstärkten Nutzung der Schlosskirche Wittenberg, der gesamtkirchlich bedeutsamen Begegnungs- und Bildungsarbeit sowie dem Erwerb von Grundstücken und Kulturgütern, deren Verwaltung und Sicherung. Der Rat der EKD kann, in Abstimmung mit der Kirchenkonferenz, der Stiftung weitere Aufgaben zuweisen. Das Vermögen der Stiftung betrug im Januar 2009 322.000 Euro.
Stiftungsorgane sind der Vorstand und ein Kuratorium. Der Vorsitzende des Rates der EKD hat den Vorsitz im Kuratorium, der Landesbischof der Evangelischen Kirche in Mitteldeutschland übernimmt die Stellvertretung. Kuratorium und Vorstand bestellen einen Geschäftsführer, der im Dienst der EKD stehen muss. Die Stiftungsaufsicht liegt bei der Evangelischen Kirche in Mitteldeutschland.
Direktor der Wittenbergstiftung ist seit 2019 Pfarrer Renke Brahms.